# Edingtonit
Edingtonit – minerał zeolitowy barwy białej, szarej, brązowej, różowej lub żółtej (albo bezbarwny), wzór chemiczny: BaAl2Si3O10·4H2O. Ma odmiany z kryształami tetragonalnymi, rombowymi lub trójskośnymi.

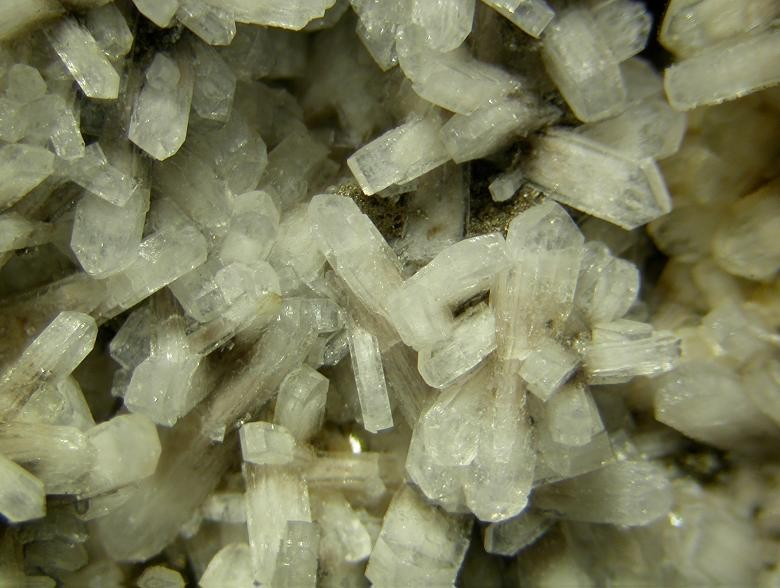
Edingtonit z jednej z kopalń w kanadyjskiej Kolumbii Brytyjskiej

Minerał występuje w pustkach w sjenitach nefelinowych, karbonatytach, w żyłach hydrotermalnych i różnych skałach maficznych. Występuje w powiązaniu z thomsonitem, analcymem, natrolitem, harmotomem, brewsterytem, prehnitem i kalcytem.
Minerał został po raz pierwszy opisany i nazwany najpóźniej w roku 1825 od jego odkrywcy, szkockiego kolekcjonera minerałów Jamesa Edingtona (1787–1844). Inne źródła (w tym mineralog Wilhelm Haidinger) uznają innego szkockiego badacza o tym samym nazwisku, geologa i mineraloga Thomasa Edingtona (1814–1859), który jednak w 1825 roku był jeszcze dzieckiem.

## Występowanie
Wybrane potwierdzone lokalizacje
- Boliwia
  - Cerro Sapo, prowincja Ayopaya, departament Cochabamba
- Brazylia
  - kopalnia Jacupiranga, Cajati, stan São Paulo
- Chiny
  - kopalnia Huaniushan, Jiuquan, Gansu
- Czechy
  - Staré Ransko, Chotěboř, powiat Havlíčkův Brod, Kraj Wysoczyna
- Japonia
  - kopalnia Shiromaru (Hakumaru), Okutama, powiat Nishitama, prefektura Tokio
- Kanada
  - Ice River Alkaline Complex, Kolumbia Brytyjska
  - Brunswick No. 12 mine, Bathurst, Nowy Brunszwik
  - Poudrette quarry, Mont Saint-Hilaire, Montérégie, Québec
  - Wilson Lake, Itsi Mt., dystrykt Watson Lake, Jukon
- Rosja
  - kompleks Afrikanda, masyw Chibiny, obwód murmański
  - masyw Inagli, rejon ałdański, Jakucja
- Szwecja
  - Vretgruvan, kopalnia manganu Bölet, Undenäs, Karlsborg, region Västra Götaland
- USA
  - Big Creek-Rush Creek, hrabstwo Fresno, Kalifornia
  - Ash Creek, Pieta, hrabstwo Mendocino, Kalifornia
- Zjednoczone Królestwo
  - More Quarry (Squilver Quarry), Disgwylfa Hill, Moreswood, Hope-Shelve, Shropshire, Anglia
  - Whitespots, Down, Irlandia Północna
  - Guisachan Quarry, Tomich, Highland, Szkocja
  - Loanhead Quarry, Beith, North Ayrshire, Szkocja
  - Dolyhir Quarry, Wethel, Old Radnor, Powys, Walia